# MGM-18 Lacrosse

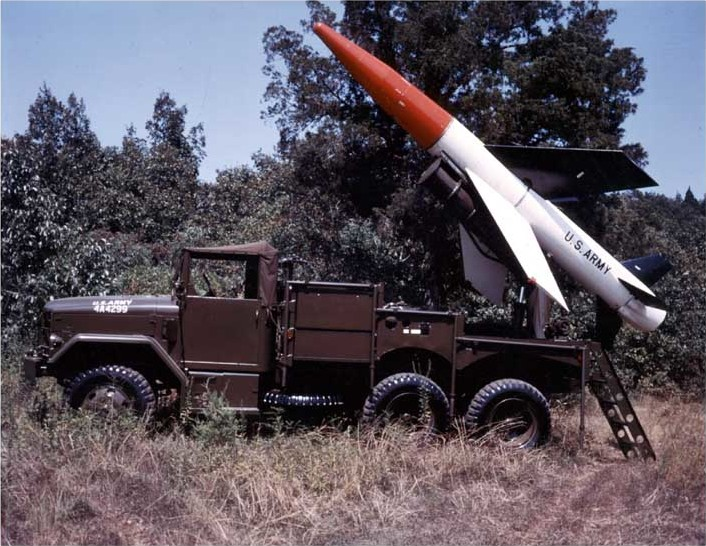

O MGM-18 Lacrosse foi um míssil balístico de curto alcance projetado pelos Estados Unidos para ser usado em suporte as tropas terrestres. Seu primeiro voo ocorreu em 1954, entrando em serviço em 1959, mesmo estando em seus estágios iniciais de desenvolvimento. O míssil pesava 1 000 kg, tinha comprimento de 5,85 metros e 52 cm de diâmetro. A ogiva usada poderia ser um explosivo convencional ou uma arma nuclear W40 com poder de 1,5 a 10 quilotons.

## Serviço

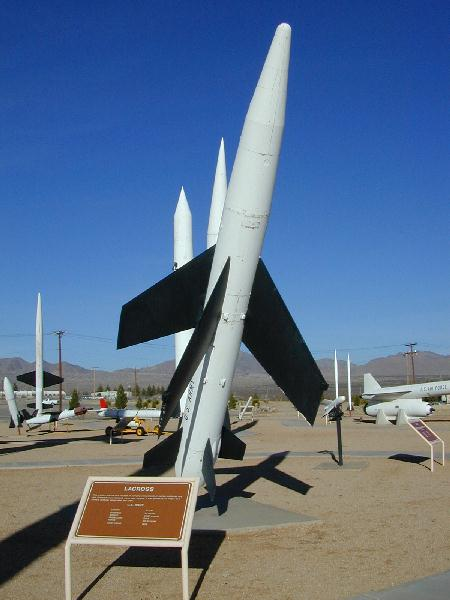
Modelo do MGM-18 Lacrosse no Museum Missile Park, White Sands Missile Range

A primeira unidade a ser equipada com o Lacrosse foi o 5° batalhão da 41° artilharia, baseada em Fort Sill, Oklahoma. No total 8 batalhões seriam equipados com o lacrosse, com a maioria indo para Europa, com exceção de um sendo implantando na Coreia e um mantido pelo Strategic Army Corps. Quase 1 200 mísseis foram produzidos e implantados a um custo de mais de 2 bilhões de dólares (cotação de 1996, excluindo o custo das ogivas nucleares) O programa teve vários obstáculos técnicos que se tornaram difíceis de se resolver. O míssil foi retirado do serviço em 1964.